# Tanna
Tanna é uma cidade da Alemanha localizada no distrito de Saale-Orla, estado da Turíngia.

## Demografia
Evolução da população (a partir de 1994, em 31 de dezembro de cada ano):
| - 1833: 1.390 - 1910: 2.032 - 1933: 2.192 - 1939: 2.045 - 1994: 2.313 - 1995: 2.309 | - 1996: 2.352 - 1997: 4.495 - 1998: 4.450 - 1999: 4.347 - 2000: 4.330 - 2001: 4.264 | - 2002: 4.264 - 2003: 4.229 - 2004: 4.106 - 2005: 4.073 - 2006: 4.039 - 2007: 4.023 |

 Fonte a partir de 1994: Thüringer Landesamt für Statistik